# NBC Nightly News
NBC Nightly News – amerykański program informacyjny, sztandarowa produkcja NBC News, informacyjnej filii korporacji NBC Universal. Jest on nadawany na żywo codziennie na kanale NBC od 3 sierpnia 1970 roku w godzinach 18:30 do 19:00 czasu wschodniego. Głównym prowadzącym od 2015 roku jest Lester Holt. Transmisja programu prowadzona jest ze studia 3C (w wydaniach weekendowych ze studia 1A) w GE Building w Nowym Jorku. W niektórych sytuacjach powstaje uaktualnione wydanie dla zachodnich stanów USA, „Western Edition”. Motyw muzyczny Nightly News (The Mission) skomponował światowej sławy kompozytor filmowy, John Williams.

## Prowadzący
- John Chancellor i David Brinkley (1970–1982)
- Tom Brokaw (1982–2004)
- Brian Williams (2004-2015)
- Lester Holt (od 2015) (w latach 2007–2015 wydania weekendowe)

## Oglądalność
Według badań instytutu Nielsen, od 2005 roku program jest najchętniej oglądanym programem informacyjnym w USA, a w 2010 roku NBC Nighly News został uznany za najlepszy program informacyjny nadawany w Stanach Zjednoczonych. Jednak od czasu, gdy ABC World News prowadzi Diane Sawyer dystans pomiędzy programami się zmniejsza i obecnie wynosi 780 tysięcy widzów.

## Spiker
Pierwszym spikerem zapowiadającym Nightly News był Bill Hanrahan. W 1983 zastąpił go Howard Reig, który odszedł na emeryturę w 2005, ale nagrane przez niego zapowiedzi były używane do grudnia 2007. Weekendowe wydania zapowiadał i w dni powszednie zastępował Reiga Les Marshak. Od 14 grudnia 2007 program zapowiada aktor Michael Douglas.

## Odbiór w Polsce
Nightly News można oglądać w Polsce na antenie stacji CNBC Europe (o północy czasu polskiego), która nadaje w sposób niekodowany min. na satelicie HotBird (11117 V, 27500, 3/4). Na platformie NC+ kanał 230 domyślnej listy, a 191 listy platformy Cyfrowy Polsat. Istnieje także możliwość obejrzenia programu w ramach podcastu w ramach iTunes.